# پتیت
پتیت (انگلیسی: Petit؛ زادهٔ ۲۵ سپتامبر ۱۹۷۶) یک بازیکن سابق و مربی فوتبال اهل پرتغال است.
وی همچنین در تیم ملی فوتبال پرتغال بازی کرده‌است.